# مسجد الباي

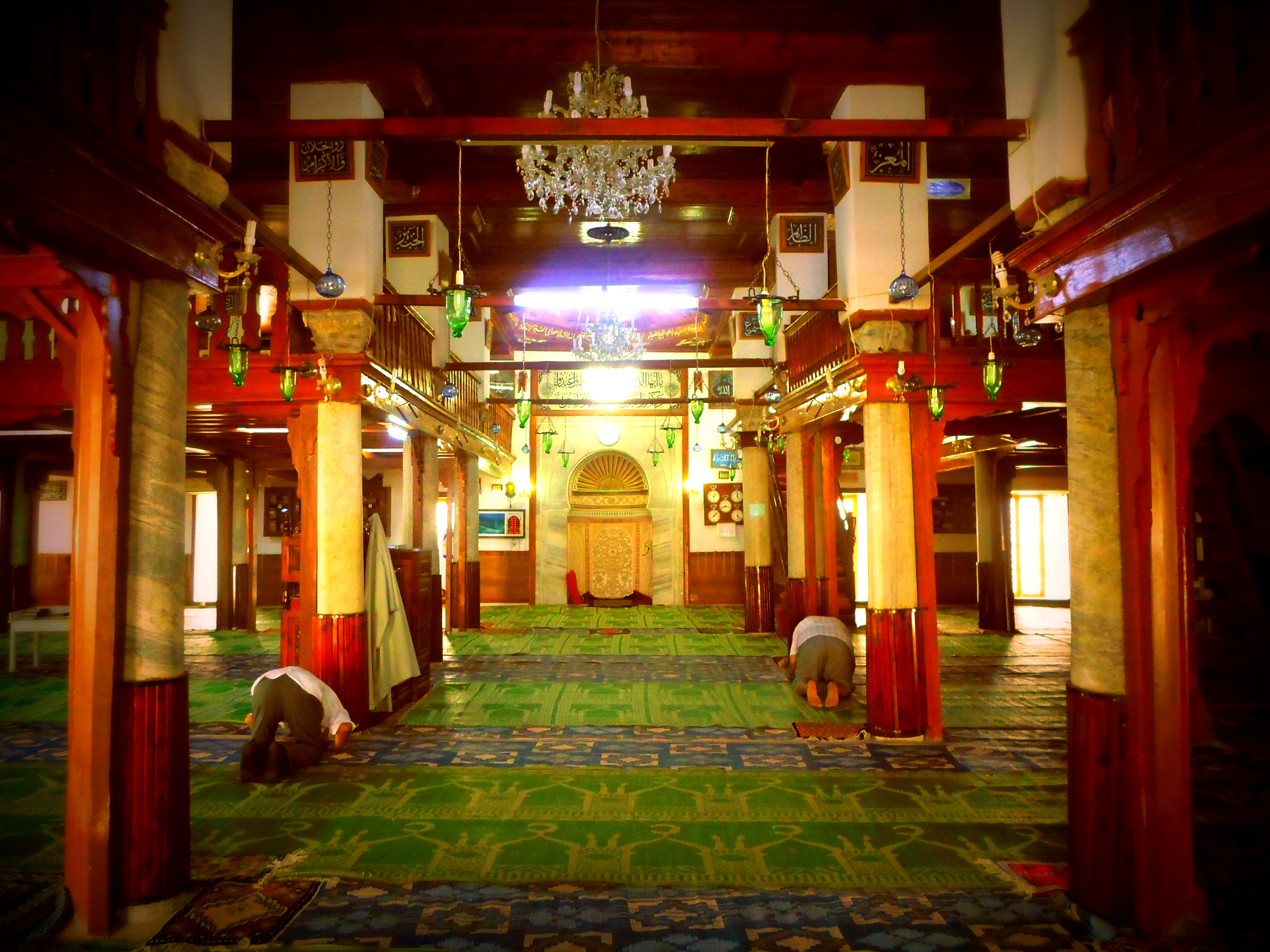
صورة من داخل الميجد.

مسجد الباي هو جامع تونسي يقع في مدينة القيروان. مصنف من قبل المعهد الوطني للتراث

## تاريخ المسجد
تم بنائه في سنة 1094 هجريًا (أي عام 1683 )  ، وكان ذلك في الدولة المرادية على يد محمد باي عند اقامته في مدينة القيروان ،  بعد الخلافات مع أخوه علي باي .

## المعمار

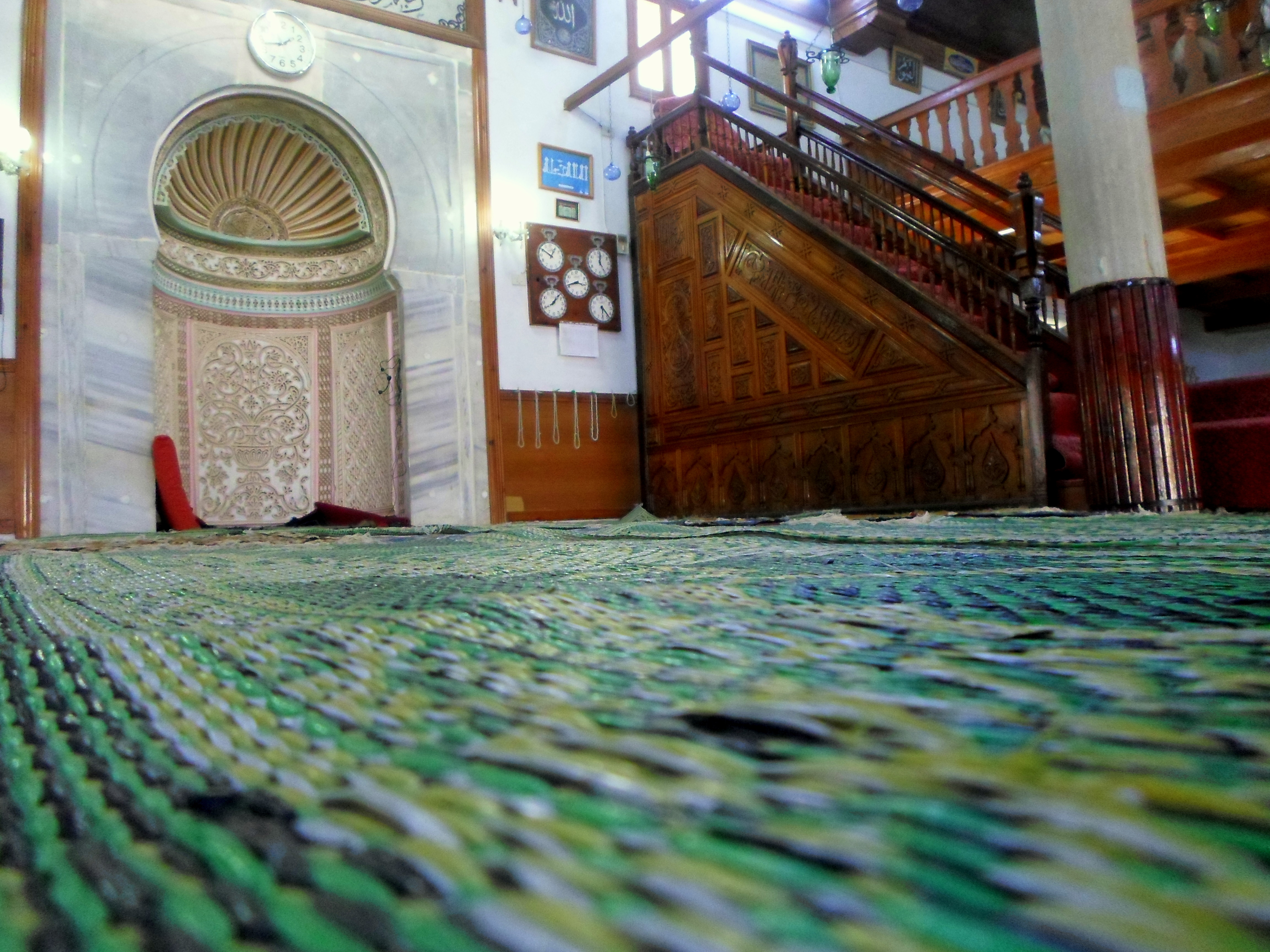
صورة للمحراب والمنبر.

تم انشاء المسجد فوق بعض المحلات بالسوق ، ويظم المسجد المصلى الرئيسي مع ثلاث باحات ومئذنة وقاعة صلاة إضافية مخصصة للنساء. يتم الوصول إلى المبنى عبر ثلاثة مدرجات ، يقع أكبرها في شارع بلهوان مقابل مسجد الملك  ، ويؤدي إلى داخل إحدى ساحات المبنى.
المصلي الرئيسي مربع الشكل وهو موجود في الجزء الجنوبي من المبنى ؛ ومساحته تقريا 20 متر على 20. يرتكزالسقف الخشبي  على ثلاثين عمودًا من أصل قديم. عند تقاطع صحن الكنيسة الرئيسي والخليج الممتد على طول جدار القبلة ، ترتفع أمام المحراب قبة هرمية الشكل. المحراب المغطى بالجص المحفور مرصع في إطار رخامي.
توجد مئذنة في الجنوب الغربي للياحة الشمالية وهي مئذنة مربعة الشكل تتكون من برج مزين وبها غرفة ويعلوها فانوس. وفي الرواق الغربي لنفس الفناء ، توجد غرفة للصلاة ، مستطيلة الشكل خاصة بالنساء.